# Open the Door, Richard!
Open the Door, Richard! è un brano musicale inciso in origine dal tenorsassofonista Jack McVea della Black & White Records dietro suggerimento dell'A&R Ralph Bass. Nel 1947, nella versione di Count Basie, il singolo raggiunse la vetta della classifica di Billboard "Honor Roll of Hits" diventando un successo pop di notevole entità.

## Il brano
Scritta dallo stesso Jack McVea in collaborazione con Frank Clarke, Open the Door, Richard iniziò come semplice numero di vaudeville per un pubblico di neri. Pigmeat Markham, uno degli svariati artisti che si esibirono in esso, ne attribuiscono l'invenzione al comico Bob Russell. La scenetta venne resa famosa da Dusty Fletcher su palcoscenici quali l'Apollo Theater di New York e in un breve filmato [Archive.org]. Vestito di stracci, ubriaco, e con una scala in mano, Fletcher poggiava ripetutamente la scala in mezzo al palco, cercando di salirci sopra per andare a bussare ad una porta immaginaria, per poi cadere per terra dopo aver salito qualche gradino urlando: «Open the Door, Richard!» ("Apri la porta Richard!"). Seguiva poi un monologo comico da parte dell'attore, prima che tutto il processo si ripetesse nuovamente, con il medesimo risultato comico.
Jack McVea fu l'autore del riff musicale con il quale furono associate le parole "Open the Door, Richard" rendendo il motivo familiare agli ascoltatori radiofonici. Ne sono state incise non meno di 14 versioni differenti.

### Descrizione
Nel brano, accompagnato dalla sezione ritmica e dal sax di McVea, l'alticcio protagonista della canzone rientra a casa molto tardi a notte fonda, sapendo che il fantomatico Richard è in possesso dell'unica chiave dell'abitazione. Bussa ripetutamente chiedendo che gli venga aperta la porta, ma senza alcun successo. Il ritornello viene cantato in coro da tutti i musicisti all'unisono:
Open the door and let me in,

Open the door, Richard,

Richard, why don't you open that door!»
Apri la porta e lasciami entrare,

Apri la porta, Richard!

Richard, perché non apri quella porta!»
(Open the Door, Richard!)
Gli spezzoni parlati presenti nel brano sono un riferimento comico-sociale agli aspetti negativi della vita di tutti i giorni di un afroamericano negli anni quaranta, incluse la povertà e la brutalità della polizia.

La versione originale di Jack McVea, incisa nell'ottobre 1946, venne pubblicata dalla Black & White Records con numero di catalogo 792. Pubblicata su singolo (B-side: Lonesome Blues), il 14 febbraio 1947 entrò nella classifica Billboard Best Seller, restandoci per due settimane, e raggiungendo come miglior piazzamento il settimo posto.

### Copyright
L'origine del pezzo come numero di vaudeville nel 1919 portò svariati artisti a reclamarne la paternità per questioni di denaro. Russell era deceduto, ma sia Mason che Fletcher affermarono di essere gli autori del pezzo; Fletcher arrivò anche a dichiarare di aver composto persino la canzone tratta dalla scenetta. La disputa venne sedata nel seguente modo, i crediti ufficiali della composizione furono attribuiti come "Testo di Dusty Fletcher e John Mason, musica di Dusty Fletcher e Don Howell". Howell sembra essere un semplice nome fittizio inventato per privare McVea di parte delle royalties.

## Lascito artistico
La frase "Open the Door, Richard" entrò nel gergo afroamericano finendo per essere associato con il movimento per i diritti civili degli anni cinquanta e sessanta, come una sorta di rivendicazione contro i soprusi dei bianchi.
Nel 1967, Bob Dylan & The Band incisero una sorta di omaggio alla canzone come parte dei numerosi pezzi registrati nel corso delle celebri sessioni dette The Basement Tapes. Intitolata Open the Door, Homer, il ritornello è identico al pezzo di McVea con la ripetizione dell'esclamazione: «Open the door, Richard».
Nel 1952 Tex Williams & Jesse Ashlock pubblicarono una sorta di "canzone risposta" intitolata Close the door, Richard, I just saw the thing. (copyright 1952-11-20)